# Jacobus van der Feltz
Jacobus baron van der Feltz (Epe, 13 november 1825 – Twello, huis Dijkhof, 21 november 1904) was een Nederlandse burgemeester.
Van der Feltz was een zoon van Gustaaf Willem van der Feltz (1793-1870), burgemeester van Gameren en Epe, en Theodora Elisabeth Mossel (1796-1862). Hij studeerde rechten en werd rechter in Assen. In 1872 werd hij burgemeester van Voorst. Hij was daarnaast lid van de Gedeputeerde Staten van Gelderland. Hij werd bij Koninklijk Besluit van 21 januari 1882 ingelijfd in de Nederlandse adel, met de titel van baron.
Mr. van der Feltz werd benoemd tot Officier in de Orde van Oranje-Nassau. Hij trouwde met jonkvrouw Anna Christina Mollerus (1819-1866) en jonkvrouw Albertina Constantia van Swinderen (1835-1914), telg uit het geslacht Van Swinderen. Uit het tweede huwelijk stamt onder anderen Albertus Constant van der Feltz, die ook burgemeester in Voorst werd.
- International Standard Name Identifier: 0000 0003 9018 8942
- Nederlandse Thesaurus van Auteursnamen: 31020612X
- Virtual International Authority File: 283791379
- WorldCat: E39PBJkMKbWMp9JgQkf3MrJRrq